# 2000년 아이슬란드 지진
2000년 아이슬란드 지진은 2000년 6월 17일과 21일에 아이슬란드에서 발생한 두 차례의 이중지진이다. 사망자는 없었으나 부상자 3명이 발생했으며 여러 인프라 피해도 발생했다. 두 차례의 지진은 아이슬란드에서 발생한 88년만의 주요 지진 활동이다. 두 지진 모두 모멘트 규모 Mw6.5로 측정되었다.

## 지질학적 구조
아이슬란드는 맨틀이 융기하는 주요 지점인 아이슬란드 열점의 영향을 받는 대서양 중앙 해령(MAR)의 발산 경계 축선상에 있다. 대서양 중앙 해령의 발산축은 열점을 기준으로 서쪽으로 점점 이동하고 있다. 이는 열점 위의 활단층이 점점 동쪽으로 이동하면서 아이슬란드 섬에 북쪽과 남쪽 각각 2개의 주요 주향이동단층 지대가 생겼다는 것을 의미한다. 이 중 남쪽 지대는 남아이슬란드 지진대(SISZ)라고 부르며 동에서 서로 뻗고 폭 20 km의 변환단층이 있다. 이 지진대에서 발생하는 대부분의 지진은 남북 방향으로 움직이는 우수향 주향이동단층에서 발생하지만, 일부 지진의 경우 서남서-동북동 방향의 주향이동단층 지진도 보인다.
역사적 기록에 따르면 11세기부터 2000년 6월까지 남아이슬란드 지진대에서는 총 33건의 피해가 보고된 지진이 일어났으며, 이 중 가장 최근에 일어난 지진은 1896년 지진과 1912년의 M7.5 지진이다.

## 지진
첫 지진은 6월 17일 UTC 15시 40분에 일어났으며, 진원 깊이는 10 km였다. 아이슬란드 기상청에서는 단일단층 지진이라 가정했을 때 모멘트 규모 Mw6.4라고 추정했으나 이 모델은 사용 가능한 모든 데이터와 일치하진 않았다. 여진 발생 범위는 16 km 길이의 남북 단층의 파열대 10 km 깊이 지점에서 주로 일어났다. 지진 발생 단층은 아우르드네스 단층(Árnes Fault)으로 지진 발생 후 며칠간 단층을 따라 수많은 지표면 상 균열이 발견되었다. 이 지진으로 여러 주택과 공장이 붕괴되었으나 인명 피해는 없었다. 지진 발생일이 아이슬란드 국경일(Þjóðhátíðardagurinn)로 대부분이 야외에서 열린 독립기념일 행사에 참석하고 있어 인명 피해가 적었다. 그림스네스 지역에서는 집 12채가 붕괴되었고 24채가 심각한 피해를 입었다.
2차 지진은 6월 21일 UTC 0시 51분에 발생했으며 진원 깊이는 10 km였다. 여진 범위는 약 18 km 길이의 단층 파열대 8 km 깊이 지점에서 주로 일어났다. 지진 발생 단층은 헤스트피아들 단층(Hestfjall Fault)이다. 단층 약 25 km 길이로 지반 파열이 발견되었다. 이 지진으로 베스트만나에이야르에서 1명이 부상을 입고 낙석으로 마을로 가는 도로가 차단되었다. 또한 집 11채가 붕괴되었고 19채가 심각한 피해를 입었으며 헬라의 유리공장이 큰 피해를 입고 붕괴되었다.

## 같이 보기
- 2008년 아이슬란드 지진
- 아이슬란드의 지진 목록
- 2000년 지진